# Derek Herlofsky
Derek Herlofsky (Minneapolis, Minnesota, 1971. október 1. –) amerikai jégkorongozó, kapus.

## Pályafutása
Komolyabb junior karrierjét az USHL-ben kezdte 1990-ben. 1991–1995 között a Bostoni Egyetem csapatának tagja volt. Az 1991-es NHL-drafton a Minnesota North Stars választotta ki a kilencedik kör 184. helyén. A National Hockey League-ben sosem játszott. 1995–1997 között az ECHL-es Dayton Bombersben játszott. A következő szezonban az IHL-es Michigan K-Wingsben és az AHL-es Providence Bruins védett. 1997–2001 között a brit ligában a Cardiff Devilsben szerepelt. 2001–2005 között a dán liga Odense IK csapatának kapujában állt.

## Díjai
- NCAA (Hockey East) Bajnok: 1994, 1995
- NCAA-bajnok: 1995
- Brit liga rájátszás bajnok: 1999
- Dán liga All-Star Csapat: 2002, 2003
- Dán kupa győztes: 2003
- Dán bajnoki bronzérem: 2004